# Siderone syntyche
Espèce
Siderone syntyche est une espèce de lépidoptères appartenant à la famille des Nymphalidae, à la sous-famille des  Charaxinae et au genre Siderone.

## Dénomination
Siderone syntyche a été décrit par William Chapman Hewitson en 1854.

### Noms vernaculaires
Siderone syntyche se nomme Red-patched Leafwing en anglais.

### Sous-espèces
- Siderone syntyche syntyche; présent au Mexique et à Panama.
- Siderone syntyche angustifascia: présent en Équateur
- Siderone syntyche mars; présent au Brésil et en Colombie.

### Synonymie
Siderone polymela Godman & Salvin, [1884] est synonyme de Siderone syntyche syntyche.
Siderone vulcanus et Siderone marthesia sont synonymes de Siderone syntyche mars.

## Description
Siderone syntyche est un grand papillon à l'apex des ailes antérieures et l'angle anal des ailes postérieures pointus.
Le dessus des ailes antérieures est bleu à large flaque rouge le long de la partie basale du bord costal. Les ailes postérieures sont marron.
Le revers est marron marbré, il mime une feuille morte.

## Écologie et distribution
Siderone syntyche est présent  au Mexique, à Panama, en Colombie, en Équateur et au Brésil.

### Protection
Pas de statut de protection particulier.